# Покоївка (фільм, 2016)
Покоївка (в'єт. Cô Hầu Gái ) — в'єтнамський готично-романтичний фільм жахів 2016 року. Прем'єра відбулася  16 вересня 2016. Фільм став третім найкасовішим фільмом жахів в історії В'єтнаму. Пізніше, в 2017, відбулася північноамериканська прем'єра на Los Angeles Film Festival.

## Сюжет
1953 рік, В'єтнам, триває Перша індокитайська війниа. Фільм розповідає історію осиротілої сільської дівчини на ім'я Лін. Яку наймають покоївкою на часто відвідувану французьку каучукову плантацію. Вона несподівано закохується в французького поміщика Капітана Себастьяна Лорана і пробуджує мстивий привид його померлої дружини, Каміллу... Яка жадає крові.

## В ролях
- Nhung Kate — Лін
- Jean-Michel Richaud — Капітан Себастьян Лоран
- Kim Xuan — Місіс Хан
- Rosie Fellner — Меделін
- Phi Phung — Місіс Нго
- Kien An — Містер Чау
- Svitlana Kovalenko — Мадам Камілла
- Linh Son Nguyen — Бао

Фільм був випущений у В'єтнамі 16 вересня 2016 року. З того часу, фільм було продано  на 18 різних територій, включаючи Австралію (JBG Pictures), Туреччину (Medyavizyon), Перу (Delta Films), Малайзію (Suraya Filem) та Велику Британію (Eureka Entertainment).

## Нагороди
У 2017, на Los Angeles Film Festival, Nhung Kate отримала Спеціальний приз журі за акторську майстерність.
Фільм отримав нагороду Срібний Лотос (друге місце) в 2017 на в'єтнамському кінофестивалі і отримав нагороди за Кращу Музику і Кращий Звуковий Дизайн.

## Ремейк
Планується американський ремейк фільму. Сценаристом якого стане оскароносний Джеффрі С. Флетчер.

## Зовнішні посилання
- The Housemaid на сайті IMDb (англ.)
- Огляд фільму [Архівовано 30 грудня 2018 у Wayback Machine.]  [Архівовано 30 грудня 2018 у Wayback Machine.]
- Інтерв'ю з письменником/директор Нгуєн в Азії Життя Журнал [Архівовано 20 вересня 2017 у Wayback Machine.]